# Les Acacias (ville de Genève)
Pour les articles homonymes, voir Les Acacias et Acacia.
Les Acacias est un quartier partagé entre la ville de Genève et la commune de Carouge en Suisse, situé sur la rive gauche de l'Arve. Son code postal est 1227.

## Géographie
Anciennement, cette plaine était fréquemment soumise aux débordements de l’Arve, de la Drize et de l’Aire. Seul un pont franchit l’Arve et permet d’atteindre Genève en près d’une heure de marche.
Les quartiers des Acacias et Bâtie sont les seuls de la ville de Genève situés sur la rive gauche de l'Arve.

## Histoire
Ce quartier a été progressivement mis en valeur dès le Moyen Age par des travaux d’assainissement, permettant des activités maraîchères du côté de l’Arve et d’élevage vers la Praille. 
Les échanges avec la ville se multiplient dès le début du XIXe siècle : le sentier des Acacias devient une route en 1878 et le tram traverse l’Arve dès 1889. Les CFF et le canton achètent les terrains dès 1919. La construction d’une gare marchande à La Praille entraîne d’importants travaux d’infrastructure, dont la canalisation de la Drize et de l'Aire (1935). L’arrivée du train attire les entreprises. 
Le canton rachète les terrains aux CFF en 1950 pour en faire une zone industrielle (ZI). Les entreprises louent les parcelles pour 90 ans (droit de superficie). En seulement deux ans, 42 entreprises s’installent aux Acacias. Le quartier qui se construit est ainsi populaire, artisanal et industriel. 
Sur une grande parcelle bordant l’Arve, les casernes des Vernets sont construites en 1958. La patinoire des Vernets a été réalisée en 1959 par les architectes Albert Cingria, François Maurice et Jean Duret. Le quartier général de Rolex est construit en 1965. La passerelle des Vernets construite à titre provisoire en 1952 a été remplacée en 2012 par l’emblématique pont Hans-Wilsdorf. 
L’entreprise genevoise d’extincteurs « Sicli » fondée en 1923 a bâti son nouveau bâtiment de fabrication au 45 route des Acacias/30 rue Boissonnas en 1969. Connu sous le nom de « Pavillon Sicli », il est acquis par l’État de Genève en 2011 après le départ de l'entreprise, puis inscrit à l’inventaire genevois des monuments historiques en 2012. En tant qu’espace culturel, ce lieu est dès lors dévolu à l’architecture, la construction, et l’urbanisme. Le toit en coque de béton armé repose sur sept ancrages, c’est l’une des réalisations les plus remarquables de l’ingénieur Heinz Isler,,.
Le parc des Acacias est créé en 1979, sur une ancienne parcelle industrielle acquise par la Ville de Genève.
Les Acacias ont connu une forte croissance avec l'installation de plusieurs banques privées comme Pictet & Cie, de sociétés informatique et de certains départements des hôpitaux universitaires, une zone commerciale se développe en bordure de la zone industrielle. Cette croissance des Acacias a été facilitée par le renforcement du réseau de transport public et un accès direct à l'autoroute de contournement. 
Jusqu'en 2015, ce quartier abritait la Collection des moulages de l'Université de Genève.

Les Acacias, nord, 1968
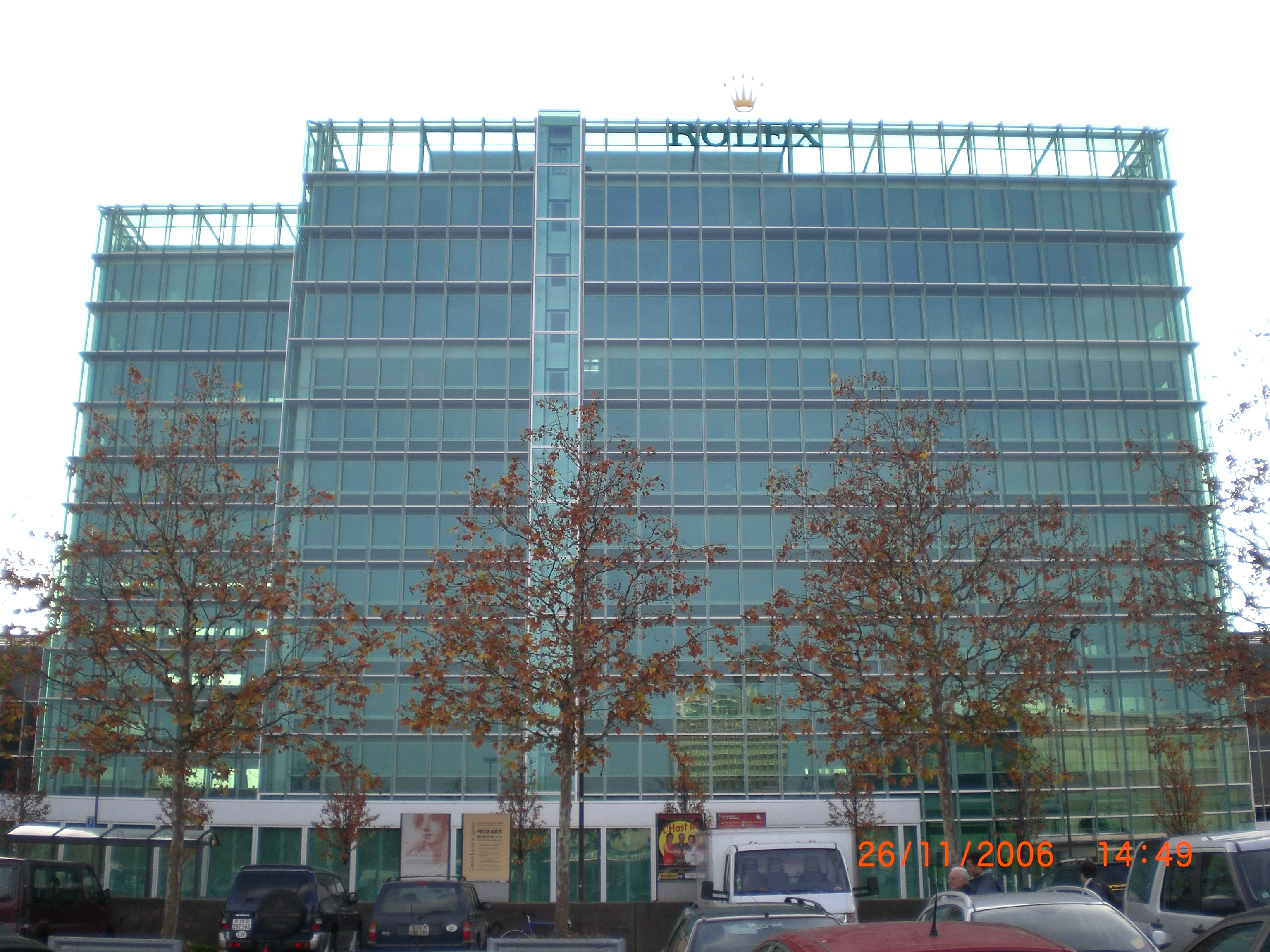
Rolex, construit en 1965
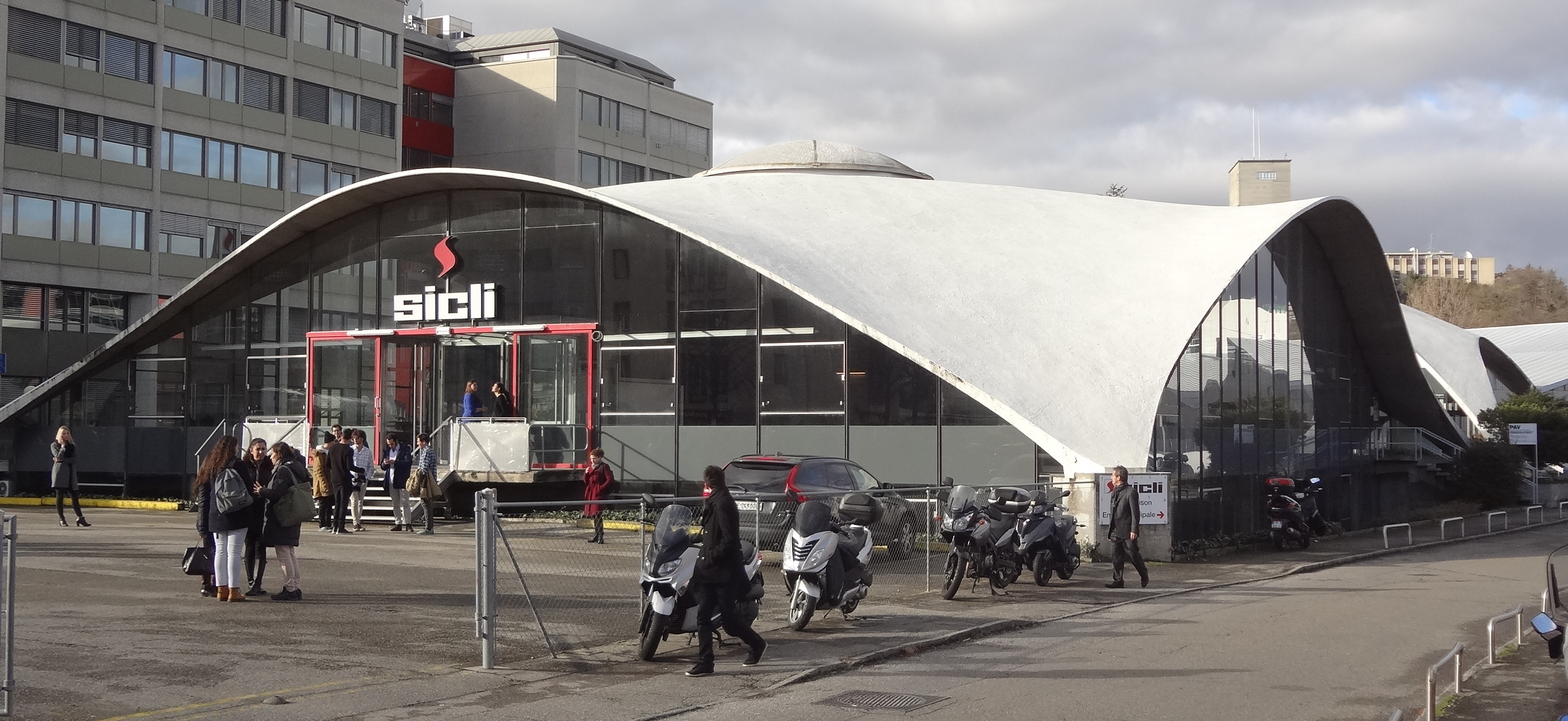
Pavillon Sicli, construit en 1969
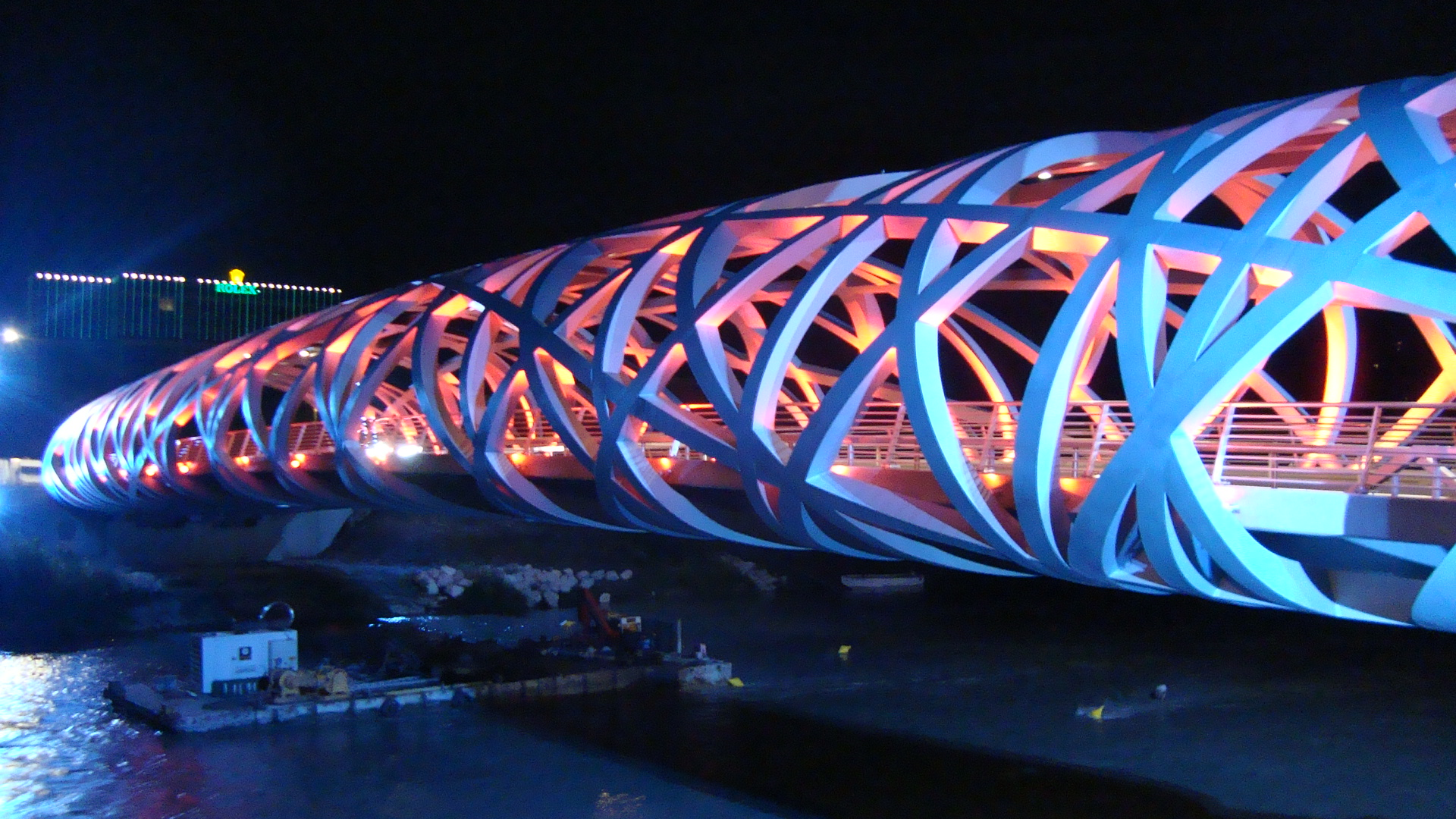
Pont Hans-Wilsdorf de 2012
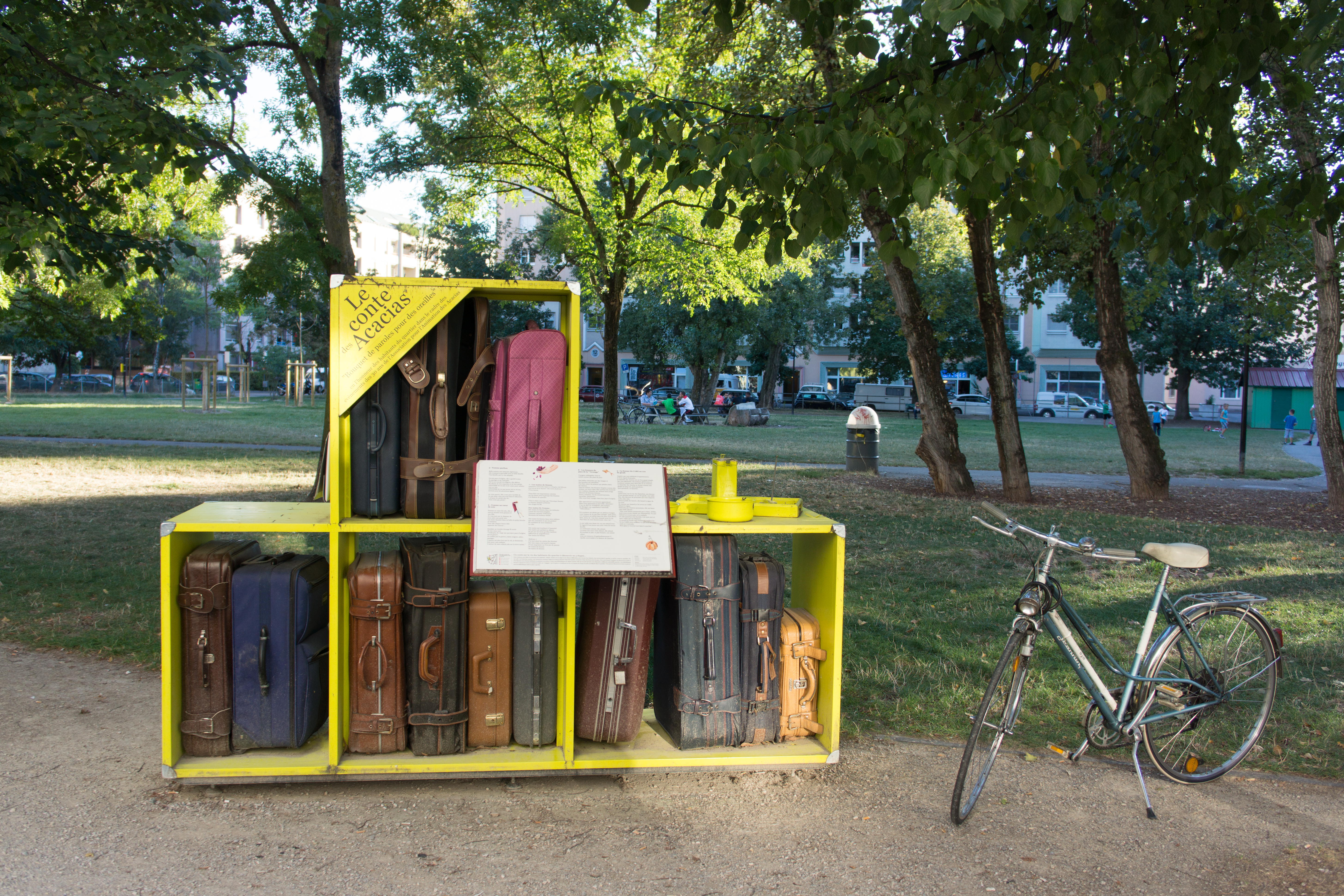
Parc Eglantyne-Jebb

## Économie
Le quartier des Acacias abrite le siège et les bureaux de la société informatique Infomaniak.

## Praille - Acacias - Vernets (PAV)
Ce secteur, avec la Praille et les Vernets, fait partie d'un vaste projet de réaménagement et de développement lancé en 2005 par la Fédération des architectes suisses et repris en 2007 par le Conseil d'État  en partenariat avec les CFF

## Installations sportives
Les Vernets et la Queue d'Arve sont des sous-secteurs du quartier des Acacias en ville de Genève avec de nombreuses installations sportives :
- Centre sportif de la Queue d'Arve (salle omnisports et vélodrome) (12, rue François-Dussaud)
- Centre sportif des Vernets (patinoires et piscines) (4, rue Hans Wilsdorf)

## Littérature
Le quartier des Acacias est mis en scène dans le roman Quai Wilson (1946) de Jacques Aeschlimann. 